# Josef Stupecký
Josef Stupecký (11. listopadu 1848 Praha – 24. srpna 1907 Chlum u Hartmanic) byl český právník, profesor občanského práva, rektor Univerzity Karlovy a děkan její právnické fakulty.

## Život
Vystudoval právnickou fakultu Karlo-Ferdinandovy univerzity v Praze, kde také získal doktorát práv, a poté absolvoval studijní cestu do Göttingenu a Lipska. Po návratu začal svou praxi v advokacii, ale už roku 1876 se na pražské právnické fakultě habilitoval v oboru rakouského občanského práva a později i pro obor horního práva. Roku 1882 byl jmenován mimořádným a v roce 1889 řádným profesorem pro oba obory. Mezi roky 1889–1890 a 1898–1899 byl děkanem právnické fakulty a pro roky 1900–1901 se stal také rektorem celé české univerzity.
Protože se věnoval i autorskému právu a zajímal se o výtvarné umění, stal se též členem kuratorií Uměleckoprůmyslového muzea a Moderní galerie Království českého. Kromě toho byl předsedou Jednoty záložen v Čechách, na Moravě a ve Slezsku. Dále byl redaktorem odborného časopisu Právník a publikoval také ve Sborníku věd právních a státních. Jako významný civilista se účastnil různých mezinárodních kongresů a zasedal v rakouském Říšském soudu. Za své zásluhy získal Řád železné koruny III. třídy a byl jmenován dvorním radou. Ve své době byl uznáván jako velký znalec občanského práva. Zemřel v srpnu 1907 a byl pohřben na Olšanských hřbitovech.

## Dílo
- Versio in rem (1888)
- Legitimace dětí nemanželských podle práva rakouského (1897). Zdigitalizováno v rámci služby Elektronické knihy na objednávku (EOD) Moravskou zemskou knihovnou. Dostupné online
- Odkazy dle rakouského práva občanského (1898)
- Poručenství a opatrovnictví dle rakouského práva (1899)
- Rakouské právo knihovní (1900)
- Práva věcná (1901)
- Příspěvky o českých překladech pořízených v souvislosti s kodifikací rakouského práva civilního (1904)
- Rodinné fideikomissy (1905)
- Rakouské právo rodinné (1905)
- Občanské právo rakouské. Držení (1906)
- Rakouské právo dědické (1907)
- Rakouského práva občanského právo obligační (1907)